# Teoría de la medida

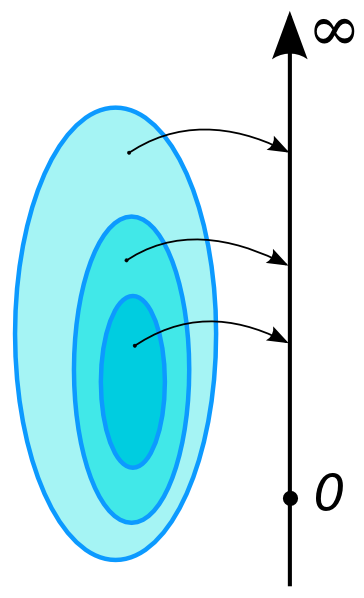
Una medida aplica ciertos subconjuntos (pertenecientes a una σ-álgebra) en valores del intervalo [0, ∞].

La teoría de la medida es una rama del análisis y de la geometría que investiga las medidas, las funciones medibles y la integración. Es de importancia central en geometría, probabilidad y en estadística.
En matemáticas, una medida de un conjunto es una forma sistemática y rigurosa de asignar un número a cada subconjunto apropiado de dicho conjunto. Intuitivamente, dicho número puede ser interpretado como una cierta medida del tamaño de dicho subconjunto. En este sentido, la medida es una generalización de los conceptos de "longitud","área", y "volumen". Dicha generalización se extiende tanto a mayores dimensiones (en el sentido de "hipervolúmenes") como a conceptos más abstractos, puesto que el conjunto sobre el que se aplica una medida no tiene por qué ser un subconjunto de un espacio geométrico. Un ejemplo sería la medida de Lebesgue: cuando se aplica en un espacio Euclídeo {\displaystyle \mathbb {R} ^{n}}, la medida de Lebesgue asigna los valores convencionales de longitud, área y volumen a subconjuntos apropiados del espacio Euclídeo {\displaystyle \mathbb {R} ^{n}} n-dimensional. Por ejemplo, la medida de Lebesgue en el intervalo [0,1] es la longitud de dicho intervalo en el sentido convencional de la misma, específicamente, 1. 
Técnicamente, una medida es una función que asigna un número real no-negativo (o +∞) a ciertos subconjuntos de un conjunto X. La medida cumple una serie de propiedades: debe ser, por ejemplo, contable aditiva, en el sentido de que la medida de un subconjunto 'grande' puede siempre ser descompuesta en un número finito (o contablemente infinito) de subconjuntos disjuntos más pequeños, de tal modo que la medida sea la suma de las medidas de dichos subconjuntos más pequeños. 
En general, si se pretende asociar un tamaño consistente a cada subconjunto de un conjunto dado y al mismo tiempo satisfacer el resto de axiomas de una medida, las únicas medidas que se suelen poder definir son ejemplos triviales como la medida de conteo. Este problema fue resuelto definiendo la medida como aplicable a unas familias reducidas de subconjuntos, usualmente llamados los conjuntos medibles. Las condiciones de consistencia  que deben cumplir los miembros de estas familias quedan encapsuladas en el concepto auxiliar de σ-álgebra. Esto significa que los subconjuntos no medibles, esto es, los subconjuntos para los que uno no puede definir una medida (sea de Lebesgue u otra) son muchos. Generalmente, la limitación  de que haya conjuntos no medibles puede interpretarse como una consecuencia no-trivial del axioma de elección. 
Por ejemplo, con base en dicho axioma, la paradoja de Banach-Tarski señala que la bola unidad en tres dimensiones (esto es, una esfera de radio unidad) puede ser descompuesta en un número finito de piezas (no menos de cinco) tales que pueden ser recompuestos para formar dos bolas unitarias. Esto es, uno puede formar dos esferas de radio unidad usando tan solo cinco piezas de una sola esfera de radio unidad. Si este es el caso, parece absurdo pretender definir la medida de una bola unitaria, puesto que por subaditividad contable uno puede asignar al menos dos valores distintos a la misma. La teoría de la medida demarca las condiciones que los conjuntos tienen que cumplir para ser medibles.

## Definiciones

### Medida de un conjunto elemental
La definición de una medida m sobre un conjunto {\displaystyle E} requiere la definición de una serie de conceptos previos que inducen la medida.  De forma general, la medida de un conjunto es un cierto número que denota el tamaño o la longitud de dicho conjunto. Por supuesto, la definición de la medida generaliza dicha idea y la dota de rigor.
Sea {\displaystyle I} un intervalo definido como un subconjunto de {\displaystyle \mathbb {R} } de la forma:
{\displaystyle I=[a,b]=\{x\in \mathbb {R} :a\leq x\leq b\}}
{\displaystyle I=[a,b)=\{x\in \mathbb {R} :a\leq x<b\}}
{\displaystyle I=(a,b]=\{x\in \mathbb {R} :a<x\leq b\}}
{\displaystyle I=(a,b)=\{x\in \mathbb {R} :a<x<b\}}
donde {\displaystyle a\leq b} son números reales.
La longitud del intervalo {\displaystyle I} se define como
{\displaystyle |I|=b-a}
Una caja en {\displaystyle \mathbb {R} ^{n}} es el producto cartesiano {\displaystyle B=I_{1}\times \ldots \times I_{n}} de n intervalos de longitud cualquiera. El volumen de dicha caja queda definido como
{\displaystyle |B|=|I_{1}|\times \ldots \times |I_{n}|}
Un conjunto elemental E es cualquier subconjunto de {\displaystyle \mathbb {R} ^{n}} formado por la unión de un número finito de cajas:
{\displaystyle E\subset \mathbb {R} ^{n}=\bigcup _{i=0}^{k}B_{i}}
Medida de un conjunto elemental. Sea {\displaystyle E\subset \mathbb {R} ^{n}}. Si {\displaystyle E} se particiona como la unión finita de un conjunto disjunto de cajas, {\displaystyle E=B_{1}\cup \ldots \cup B_{k}} con {\displaystyle B_{i}\cap B_{j}=\emptyset \,\forall i\neq j,\,i,j=1,\ldots ,k}, entonces la cantidad 
{\displaystyle m(E)=|B_{1}|+\ldots +|B_{k}|}
es independiente del modo en que se realiza la partición, y se le llama la medida elemental del conjunto E.

#### Propiedades
De la definición de medida elemental se siguen varias propiedades compartidas por todas las medidas. En concreto:
- {\displaystyle m(E\cup F)=m(E)+m(F)}, {\displaystyle \forall E,F{\text{ tal que }}E\cap F=\emptyset }.
- {\displaystyle m(E_{1}\cup \ldots \cup E_{k})=m(E_{1})+\ldots +m(E_{k})}, {\displaystyle \forall E_{1},\ldots ,E_{k}\,{\text{tales que}}\,\forall i\neq j,\,i,j=1,\ldots ,k,\,E_{i}\cap E_{j}=\emptyset }.
- La medida es siempre un número real positivo.
- {\displaystyle m(\emptyset )=0}
- {\displaystyle m(E\cup F)\leq m(E)+m(F)} en el caso de que E y F no sean necesariamente disjuntos.
- {\displaystyle m(E_{1}\cup \ldots \cup E_{k})\leq m(E_{1})+\ldots +m(E_{k})} en el caso de que los conjuntos no sean necesariamente disjuntos.
- {\displaystyle m(E+x)=m(E)}, esto es, la medida es siempre invariante con respecto a la traslación.
- Si {\displaystyle E\subset \mathbb {R} ^{n_{1}}} y {\displaystyle F\subset \mathbb {R} ^{n_{2}}} son ambos conjuntos elementales, entonces {\displaystyle E\times F\subset \mathbb {R} ^{n_{1}+n_{2}}} también es elemental, y su medida es {\displaystyle m(E\times F)=m(E)\,m(F)}

Por tanto, queda claro que la medida generaliza el concepto de volumen de una caja, puesto que m(B)= |B| para toda caja.

### Medida de Jordan
Los conjuntos elementales son muy restrictivos, pues solo pueden construirse con base en intervalos. La medida de Jordan es la primera generalización del concepto de medida. La idea general es la de demarcar el conjunto E con otros dos conjuntos, uno que lo inscribe y otro que lo circunscribe. Dichos dos conjuntos pueden ser expresados como conjuntos elementales, y en el límite, conforme las cajas que conforman dichos conjuntos aumentan en número e inscriben al conjunto E mejor, las medidas elementales de dichos conjuntos acabarán por converger a la medida (de Jordan) de E.
Sea {\displaystyle E\subset \mathbb {R} ^{n}} un conjunto acotado a medir. Sean A y B dos conjuntos elementales tales que {\displaystyle A\subset E\subset B}. Entonces, 
- la medida interna de Jordan {\displaystyle m_{J}(E)} del conjunto acotado E se define como

{\displaystyle m_{J}(E)=\sup _{A\subset E}\{m(A)\}}
- la medida externa de Jordan {\displaystyle m^{J}(E)} del conjunto acotado E se define como

{\displaystyle m^{J}(E)=\inf _{E\subset B}\{m(B)\}}
Cuando {\displaystyle m_{J}(E)=m^{J}(E)}, el conjunto E se dice que es medible según Jordan, y su medida {\displaystyle m(E)\equiv m_{J}(E)=m^{J}(E)} se denota como la medida de Jordan.

#### Propiedades
La medida de Jordan cumple las siguientes propiedades. Si {\displaystyle E,F\subset \mathbb {R} ^{n}} son conjuntos medibles según Jordan:
- Cierre Booleano. Los conjuntos {\displaystyle E\cup F,E\cap F,E/F,E-F} son medibles según Jordan.
- {\displaystyle m(E)\geq 0}
- Aditividad finita. Si {\displaystyle E,F} son disjuntos, entonces {\displaystyle m(E\cup F)=m(E)+m(F)}.
- Monotonicidad. Si {\displaystyle E\subset F}, entonces {\displaystyle m(E)\leq m(F)}.
- Subaditividad finita. {\displaystyle m(E\cup F)\leq m(E)+m(F)}.
- Invariancia traslacional. {\displaystyle m(E+x)=m(E),\quad \forall x\in \mathbb {R} ^{n}}.
- Producto de medidas. Si {\displaystyle E\subset \mathbb {R} ^{n_{1}}} y {\displaystyle F\subset \mathbb {R} ^{n_{2}}} son ambos conjuntos medibles según Jordan, entonces {\displaystyle E\times F\subset \mathbb {R} ^{n_{1}+n_{2}}} también es medible según Jordan, y su medida de Jordan es {\displaystyle m(E\times F)=m(E)\times m(F)}.

Aunque mejora la definición de medida al extenderla a ciertos conjuntos no elementales, la medida de Jordan no es universalmente aplicable, pues se basa en la idea de poder circunscribir el conjunto E con conjuntos elementales externos e internos al mismo; dichos conjuntos elementales son, por definición, finitos. Esto es problemático en muchos casos. Para empezar, no puede extenderse a conjuntos abiertos, para los que la demarcación del conjunto E con medidas internas y externas queda ambiguamente definida. En general, la medida de Jordan solo se puede aplicar si la frontera topológica del conjunto E tiene medida externa de Jordan cero. Esto excluye conjuntos con fronteras con propiedades fractales, pero también conjuntos con agujeros internos. La medida de Lebesgue viene a generalizar a la de Jordan a un número mayor de conjuntos. 

#### Medida de Jordan e integral de Riemann
La medida de Jordan está íntimamente relacionada con la integral de Riemann, de tal modo que las limitaciones de la integral definida según Riemann son las propias de la medida de Jordan. En concreto, si E es un conjunto medible según Jordan entendido como el intervalo {\displaystyle E=[a,b]}, y definimos la función indicatriz {\displaystyle \mathbf {1} _{E}:[a,b]\to \mathbb {R} } como
{\displaystyle \mathbf {1} _{E}(x)={\begin{cases}1&{\text{si }}x\in E,\\0&{\text{si }}x\notin E.\end{cases}},}
entonces dicha función indicatriz es integrable según Riemann, y
{\displaystyle \int _{a}^{b}\mathbf {1} _{E}(x){\text{d}}x=m(E)}
donde {\displaystyle m(E)} es la medida de Jordan del intervalo. Esto es, todo intervalo de integración según Riemann induce una medida de Jordan sobre el mismo.
Además, si {\displaystyle f(x)}  es una función acotada en el intervalo {\displaystyle E=[a,b]}, y definimos los conjuntos acotados positivo {\displaystyle E_{+}} y negativo {\displaystyle E_{-}} como los conjuntos medibles según Jordan en {\displaystyle \mathbb {R} ^{2}}:
- {\displaystyle E_{+}=\{(x,y):x\in [a,b];0\leq y\leq f(x)\}}
- {\displaystyle E_{-}=\{(x,y):x\in [a,b];f(x)\leq y\leq 0\}}

Entonces la integral de Riemann de f(x) es
{\displaystyle \int _{a}^{b}f(x){\text{d}}x=m(E_{+})-m(E_{-})}
donde {\displaystyle m(E_{\pm })} es la medida (bidimensional) de Jordan de {\displaystyle E_{\pm }}. Esto es, la medida de Jordan define el área (o volumen, o longitud) de un conjunto, y la integral de Riemann describe el área bajo la curva, entendida como la medida de Jordan del área definida por el eje abscisas (x=0) y la función f(x). Si f(x) no es lo suficientemente regular, la medida de Jordan de dicha área no existe, y por tanto la integral de Riemann tampoco. Esto es, las condiciones necesarias para que un conjunto sea integrable según Riemann y medible según Jordan son las mismas.

### Medida de Lebesgue
La medida de Lebesgue es una generalización de la medida de Jordan que extiende el conjunto de conjuntos medibles (y, por tanto, integrables). El problema con la medida de Jordan está relacionado con la definición de medida externa de Jordan, que viene dada por
{\displaystyle m^{J}(E)=\inf _{E\subset B}\{m(B)\}}
La aditividad finita permite extender la medida externa de Jordan como
{\displaystyle m^{J}(E)=\inf _{E\subset B_{1}\cup \ldots \cup B_{k}}\{|B_{1}|+\ldots +|B_{k}|\}}
Esto quiere decir que la medida externa de Jordan es el ínfimo de todas las formas con que se puede cubrir el conjunto E como la unión finita de cajas elementales. 
La medida externa de Lebesgue se define como la extensión de la medida externa de Jordan a una sucesión contable de cajas {\displaystyle (B_{i})_{i=1}^{\infty }}, 
{\displaystyle m^{L}(E)=\inf _{E\subset \bigcup _{i=1}^{\infty }B_{i}}\left\{\sum _{i=1}^{\infty }|B_{i}|\right\}}
Claramente, {\displaystyle m^{L}(E)\leq m^{J}(E)}, pues siempre podremos generar la unión de cajas finitas que implica Jordan usando un número infinito de cajas de volumen cero según Lebesgue. Pero al mismo tiempo, {\displaystyle m^{L}(E)} puede ser mucho menor, y puede ser aplicado a un número mucho menos restrictivo de conjuntos E. 
La medida interna de Lebesgue se demuestra menos útil: uno no gana mayor poder de medida con extender la medida interna de Jordan a la unión contable de un número infinito de cajas. Pero sí lo gana definiéndola con base en complementos. Así, la medida interna de Lebesgue se define como
{\displaystyle m_{L}(E)=m(A)-m^{L}(A/E)}
donde A es todo conjunto elemental que contenga a E. Por tanto, la medida externa de Lebesgue parece bastar para establecer una medida.
Con todo, un conjunto {\displaystyle E\subset \mathbb {R} ^{n}} se dice medible según Lebesgue si para todo {\displaystyle \epsilon >0} existe un conjunto abierto  {\displaystyle U\subset \mathbb {R} ^{n}} con {\displaystyle E\subset U} tal que {\displaystyle m^{L}(U/E)\leq \epsilon }. Si E es medible según Lebesgue, entonces {\displaystyle m^{L}(E)\equiv m(E)} es la medida de Lebesgue de E.

#### Relación con la medida elemental
Si E es un conjunto elemental, entonces la medida (exterior) de Lebesgue de E, {\displaystyle m^{L}(E)} es igual a la medida elemental de dicho conjunto, esto es:
{\displaystyle m(E)=m^{L}(E)}
Si E es un conjunto medible cualquiera, entonces en general
{\displaystyle m(E)\leq m^{L}(E)}

#### Relación con la medida de Jordan
La medida de Lebesgue de todo conjunto medible según Jordan es igual a la medida de Jordan de dicho conjunto. Esto es
{\displaystyle m_{J}(E)=m^{L}(E)}
Si E es un conjunto medible cualquiera, entonces en general
{\displaystyle m^{L}(E)\leq m^{J}(E)}
Por tanto, se sigue que la medida de Lebesgue está acotada por las medidas interna y externa de Jordan:
{\displaystyle m_{J}(E)\leq m^{L}(E)\leq m^{J}(E)}

## Propiedades de los conjuntos medibles según Lebesgue
Un conjunto medible según Lebesgue tiene asociado al mismo una medida de Lebesgue. Pero es posible, al menos en principio, tratar de asociar una medida de Lebesgue a conjuntos que no son medibles según Lebesgue. Esto suele llevar a contradicciones o ambigüedades. En todo caso, es necesario distinguir entre las propiedades asociadas a los conjuntos que son medibles según Lebesgue, y las propiedades mismas de la medida de Lebesgue. A continuación, detallamos las propiedades de los conjuntos medibles según Lebesgue.

### Regularidad exterior
Sea {\displaystyle E\subset \mathbb {R} ^{n}} un conjunto cualquiera, y sea U un conjunto abierto tal que {\displaystyle E\subset U}. Entonces
{\displaystyle m^{L}(E)=\inf _{E\subset U}\{m^{L}(U)\}}
El reverso, esto es, {\displaystyle m^{L}(U)=\inf _{E\subset U}\{m^{L}(E)\}}, es falso. 

### Existencia de los conjuntos medibles según Lebesgue
Los conjuntos medibles según Lebesgue son muchos. En concreto, se puede demostrar que:
- Todo conjunto abierto es medible según Lebesgue.
- Todo conjunto cerrado es medible según Lebesgue.
- Todo conjunto cuya medida de Lebesgue es nula es medible.
- El conjunto vacío {\displaystyle \emptyset } es medible.
- Si {\displaystyle E\subset \mathbb {R} ^{n}} es medible según Lebesgue, entonces su complementario {\displaystyle \mathbb {R} ^{n}\setminus E} es medible según Lebesgue.
- Si E1, E2, E3, ... es una sucesión contable de conjuntos medibles según Lebesgue, su unión será también medible según Lebesgue.
- Si E1, E2, E3, ... es una sucesión contable de conjuntos medibles según Lebesgue, su intersección será también medible según Lebesgue.

## Axiomas de la medida de Lebesgue
Las propiedades de la medida (externa) de Lebesgue cuando esta se aplica a conjuntos que son medibles según Lebesgue son las siguientes:
- Elemento neutro: {\displaystyle m(\emptyset )=0}.
- Aditividad contable. Si {\displaystyle E_{1},E_{2},\ldots \subset \mathbb {R} ^{n}} es una sucesión contable de conjuntos disjuntos medibles según Lebesgue, entonces

{\displaystyle m\left(\bigcup _{i=1}^{\infty }E_{i}\right)=\sum _{i=1}^{\infty }m(E_{i})}

### Aditividad finita
De ambas se sigue la aditividad finita: 
{\displaystyle m\left(E_{1}\cup \ldots \cup E_{n}\right)=m(E_{1})+\ldots +m(E_{n})}

### Teoremas de convergencia monótona
Teorema de convergencia monótona ascendente. Sea {\displaystyle E_{1}\subset E_{2}\subset \ldots \subset \mathbb {R} ^{n}} una secuencia contable no descendiente de conjuntos medibles según Lebesgue. Entonces
{\displaystyle m\left(\bigcup _{i=1}^{\infty }E_{i}\right)=\lim _{i\to \infty }m(E_{i})}
Teorema de convergencia monótona descendiente.' Sea {\displaystyle \mathbb {R} ^{n}\supset E_{1}\supset E_{2}\supset \ldots } una secuencia contable no ascendiente de conjuntos medibles según Lebesgue. Entonces si al menos una de las medidas {\displaystyle m(E_{j})} es finita, 
{\displaystyle m\left(\bigcap _{i=1}^{\infty }E_{i}\right)=\lim _{i\to \infty }m(E_{i})}

### Invariancia traslacional
Si  {\displaystyle E\subset \mathbb {R} ^{n}}  es medible según Lebesgue, entonces {\displaystyle E+x} es medible según Lebesgue para cualquier {\displaystyle x\in \mathbb {R} ^{n}}, y su medida cumple que
{\displaystyle m(E+x)=m(E)}

### Cambio de variable
Si  {\displaystyle E\subset \mathbb {R} ^{n}}  es medible según Lebesgue, y si {\displaystyle G:\mathbb {R} ^{n}\to \mathbb {R} ^{n}} es una transformación lineal, el conjunto {\displaystyle G(E)} es medible según Lebesgue, y su medida es:
{\displaystyle m(G(E))=|{\text{det}}\,G|m(E)}
Nótese que si {\displaystyle G:\mathbb {R} ^{n}\to \mathbb {R} ^{n-m}}, esto es, si la transformación es una aplicación a un espacio de dimensionalidad estrictamente inferior, entonces G(E) no tiene por qué ser medible según Lebesgue.

## Conjuntos no medibles
El teorema de Solovay (1970) afirma que si uno está dispuesto a descartar el axioma de elección, entonces existen modelos de teoría de conjuntos en los que todos los subconjuntos de {\displaystyle \mathbb {R} ^{n}} son medibles. Esto sugiere que la existencia de conjuntos no medibles debe ser, de un modo u otro, una consecuencia del axioma de elección (o del principio de buena ordenación). 
Uno puede intuir la necesidad de que los conjuntos no medibles existan observando que las secuencias de subconjuntos medibles obedecen la convergencia monótona. Todo lo que se necesita para definir un conjunto no medible es, por tanto, construir un conjunto cuya estructura interna es altamente oscilatoria. Esto meramente significa generar un cierto conjunto cuyas particiones internas exploten de forma irregular el principio de buena ordenación o el inducción transfinita. Esto ocurre por ejemplo al explotar la paradoja de Banach-Tarski para descomponer una esfera unitaria y reconformarla como dos esferas unitarias. 
Otro ejemplo sería el del conjunto de Vitali. Dicho conjunto es un subconjunto V del intervalo [0,1] tal que para cada número real r en [0,1], existe exactamente un número {\displaystyle v\in V} tal que v−r es un número racional. Como los números racionales {\displaystyle \mathbb {Q} } son un subgrupo normal de los números reales con respecto a la suma, uno puede definir el grupo cociente {\displaystyle \mathbb {R} /\mathbb {Q} }, que es el co-conjunto de los números racionales como subgrupo de los reales con respecto a la adición. Este grupo cociente consiste de  copias disjuntas de  {\displaystyle \mathbb {Q} } trasladadas una cierta cantidad. Hay incontablemente muchos números de elementos en {\displaystyle \mathbb {R} /\mathbb {Q} },  y cada elemento es denso en {\displaystyle \mathbb {R} }. Cada elemento de {\displaystyle \mathbb {R} /\mathbb {Q} } se interseca con [0,1], y por el axioma de la elección la existencia del subconjunto de [0,1] que contiene exactamente un elemento de {\displaystyle \mathbb {R} /\mathbb {Q} } está garantizada. El conjunto resultante es el conjunto de Vitali, y aunque es cerrado, no es medible: la medida de cualquier subconjunto del conjunto de Vitali es la medida del conjunto de Vitali, pero esta última, por aditividad contable debería de ser o cero, o infinita.
Así pues,
| Teorema de Vitali para la existencia de conjuntos no medibles Existe un subconjunto {\displaystyle E\subset [0,1]} que no es medible según Lebesgue. |

## Medidas sigma-finitas
Un espacio de medida (X, Σ, μ) se dice finito si μ(X) es un número real finito (en lugar de ∞). Y se dice σ-finito (leído sigma finito) si X es la unión contable de conjuntos medibles de medida finita. Un conjunto en un espacio de medida tiene medida σ-finita si es una unión contable de conjuntos de medida finita.  
Por ejemplo, los números reales con la medida de Lebesgue estándar forman un espacio σ-finito pero no finito. Considérese el intervalo cerrado [k, k+1] para cada entero k; hay una cantidad contable de tales intervalos, cada uno tiene medida 1, y su unión es la recta real completa. Alternativamente, tómense los números reales con la medida de conteo, que asigna a cada conjunto finito de números reales el número de puntos en el conjunto. Este espacio de medida no es σ-finito, ya que cada conjunto de medida finita contiene finitos puntos, y se necesitaría una cantidad no contable de ellos para cubrir la recta entera. Los espacios de medida σ-finita tienen algunas propiedades convenientes; así, la σ-finitud puede ser comparada a la separabilidad de los espacios topológicos.

## Completitud
Un conjunto medible S es llamado un conjunto nulo si μ(S) = 0, y conjunto despreciable si está propiamente contenido en uno nulo. La medida μ se dice completa si todo conjunto despreciable es medible (y por lo tanto, nulo también).
Una medida puede extenderse a una completa considerando la σ-álgebra de conjuntos T ⊆ X que difieren de un conjunto medible S en un conjunto despreciable; esto es, tal que la diferencia simétrica T Δ S está contenida en un conjunto nulo. En tal caso se define μ(T) = μ(S).

## Ejemplos de medida
A continuación se listan algunos ejemplos importantes de medidas. 
- La medida de conteo se define por μ(S) = número de elementos en S, si S es finito; o {\displaystyle \infty } en caso contrario.
- La medida de Lebesgue es la única medida completa, invariante por translaciones, sobre una σ-álgebra sobre R que contenga a los intervalos, y tal que m([0,1]) = 1.
- La medida de ángulo circular, que es invariante por rotaciones.
- La medida de Haar para un grupo topológico localmente compacto  es una generalización de la medida de Lebesgue y tiene una propiedad de unicidad similar.
- La medida cero es la definida mediante μ(S) = 0 para todo S.
- La medida exterior de Hausdorff-Besicovitch se usa en geometría fractal para medir el df-contenido de un conjunto fractal de dimensión df.
- Todo espacio de probabilidad da lugar a una medida que toma el valor 1 sobre todo el espacio (y por tanto toma todos sus valores en el intervalo unitario [0,1]). Tal medida es denominada medida de probabilidad.

Otras medidas notables son las de Borel, Jordan y Radon.

## Generalizaciones
Para ciertos propósitos, es útil tener una "medida" cuyos valores no se restrinjan a los reales no negativos y el infinito. Por ejemplo, una función de conjunto numerable aditiva con valores en los números reales (con signo) se llama medida con signo, mientras que tal tipo de función con valores en los números complejos se llama medida compleja. Una medida que tome valores en un espacio de Banach se llama medida espectral; son usadas a menudo en análisis funcional en el teorema espectral. Para distinguir las medidas usuales, con valores positivos, de las generalizaciones, se habla de medidas positivas.
Otra generalización es la medida finitamente aditiva. Es igual que una medida, salvo que en lugar de requerir aditividad contable, solo se necesita aditividad finita. Históricamente, esta definición se usó inicialmente, pero no resultó ser tan útil. En general, las medidas finitamente aditivas están conectadas con nociones como los límites de Banach, el dual de L∞, y la compactificación de Stone-Čech. Todas estas están conectadas de alguna forma con el axioma de elección.
El interesante resultado en geometría integral conocido como teorema de Hadwiger establece que el espacio de funciones de conjunto invariantes por translaciones, finitamente aditivas, no necesariamente no negativas definidas sobre las uniones finitas de conjuntos compactos y convexos en Rn consiste (salvo múltiplos escalares) en una "medida" que es "homogénea de grado k" para cada k = 0, 1, 2, ..., n, y combinaciones lineales de esas "medidas". "Homogénea de grado k" significa que "re-escalar" cualquier conjunto por un factor c > 0 multiplica la "medida" del conjunto por un factor ck.  La que es homogénea de grado n es el volumen ordinario n-dimensional.  La homogénea de grado n-1 es el "volumen de superficie". La homogénea de grado 1 es una función misteriosa llamada "anchura media" (en inglés, "mean width"), un mal nombre. La homogénea de grado 0 es la característica de Euler.